# Bruno Pellizzari
Bruno Pellizzari (Milà, 5 de novembre de 1907 - Milà, 22 de desembre de 1991) va ser un ciclista en pista italià que fou professional entre 1932 i 1938.
Abans de passar al professionalisme va prendre part en els Jocs Olímpics de Los Angeles de 1932, en què va guanyar una medalla de bronze en la prova del velocitat individual, per darrere Jacobus van Egmond i Louis Chaillot.

## Palmarès
- 1929
  - 1r a Copenhaguen en velocitat
- 1930
  -  Medalla de bronze en velocitat al campionat del món en pista amateur
- 1931
  -  Campió d'Itàlia de velocitat amateur
- 1932
  -  Campió d'Itàlia de velocitat amateur
  -  Medalla de bronze als Jocs Olímpics de Los Angeles en velocitat individual
- 1934
  -  Campió d'Itàlia de velocitat
- 1935
  -  Campió d'Itàlia de velocitat